# Piptomeris spinosa
Piptomeris spinosa là một loài thực vật có hoa trong họ Đậu. Loài này được (Labill.) Greene miêu tả khoa học đầu tiên năm 1893.